# Montferrand-la-Fare
Montferrand-la-Fare – miejscowość i gmina we Francji, w regionie Owernia-Rodan-Alpy, w departamencie Drôme.
Według danych na rok 1990 gminę zamieszkiwały 32 osoby, a gęstość zaludnienia wynosiła 3 osób/km² (wśród 2880 gmin regionu Rodan-Alpy Montferrand-la-Fare plasuje się na 1584. miejscu pod względem liczby ludności, natomiast pod względem powierzchni na miejscu 1070.).